# Richard Bienert
Richard Bienert (Praga, 5 settembre 1881 – Praga, 2 febbraio 1949) è stato un politico cecoslovacco, Primo ministro del Protettorato di Boemia e Moravia dal 19 gennaio 1945 al 5 maggio 1945.

## Biografia
Negli ultimi mesi della seconda guerra mondiale, quando ormai la sconfitta del Terzo Reich era solo questione di tempo, Bienert venne chiamato a sostituire il precedente Primo ministro collaborazionista Jaroslav Krejčí.
Dopo la fine dell'occupazione tedesca della Cecoslovacchia venne arrestato e condannato a tre anni di carcere. Rilasciato nel 1947 morirà due anni dopo.